# 숭녕
숭녕(崇寧, 1102년 ~ 1106년)은 북송 휘종(徽宗) 조길(趙佶)의 두번째 연호이다. 5년 가량 사용하였다.

## 개원
- 건중정국(建中靖國) 원년 11월 23일[1](1101년 12월 15일)에 연호를 숭녕(崇寧)으로 정하고, 다음 해 1월 1일[2](1102년 1월 21일)에 개원함.[3][4][5][6]

- 숭녕(崇寧) 5년 7월 13일[7](1106년 8월 13일)에 연호를 대관(大觀)으로 정하고, 다음 해 1월 1일[8](1107년 1월 26일)에 개원함.[9][10][5][6]

## 연대 대조표
| 숭녕       | 원년           | 2년        | 3년        | 4년        | 5년        |
| 서기(西紀) | 1102년         | 1103년     | 1104년     | 1105년     | 1106년     |
| 간지(干支) | 임오(壬午)     | 계미(癸未) | 갑신(甲申) | 을유(乙酉) | 병술(丙戌) |
| 요(遼)     | 건통(乾統) 2년 | 3년        | 4년        | 5년        | 6년        |

## 동시대 연호

### 중국
요(遼)
- 건통(乾統) (1101년 ~ 1110년)

서하(西夏)
- 정관(貞觀) (1101년 ~ 1113년)

대리국(大理國)
- 명개(明開) (1097년 ~ 1103년)
- 천정(天政) (1103년 ~ 1104년)
- 문안(文安) (1104년 ~ 1108년)

기타
- 조심(趙諗) 용흥(龍興) (1102년)

### 베트남
- 롱푸응우옌호아(龍符元化) (1101년 ~ 1109년)

### 일본
- 고와(康和) (1099년 ~ 1104년)
- 조지(長治) (1104년 ~ 1106년)
- 가쇼(嘉承) (1106년 ~ 1108년)

## 같이 보기
- 중국의 연호 목록